# Mithymna
Mithymna (griechisch Μήθυμνα (f. sg.)), auch Methymna, ist eine Kleinstadt mit 1390 Einwohnern (2011) sowie Gemeindebezirk der Gemeinde Dytiki Lesvos im Norden der griechischen Insel Lesbos. Trotz der seit 1919 offiziellen Bezeichnung mit dem antiken Namen wird der seit dem Mittelalter verwendete Name Molyvos (Μόλυβος (m. sg.)) im alltäglichen Sprachgebrauch weiterhin benutzt.

## Lage und Stadtbild
Die Stadt ist an der Nordküste der Insel Lesbos, nur etwa 5 Seemeilen (9,5 km) vom türkischen Festland entfernt, jedoch von diesem abgewandt, an einen Berg gebaut, auf dessen Gipfel sich eine mittelalterliche Burg befindet. Sie ist 62 km nordwestlich von Mytilini gelegen, der Hauptstadt der Insel 6 km nördlich des beliebten Badeortes Petra.
Die autofreie Stadt hat mit vielen kleinen Treppengassen, die den Berg hinaufführen, und überrankten Sträßchen im Zentrum – der Agorá mit zahlreichen Geschäften und Lokalen – ein ursprüngliches, fast mittelalterlich anmutendes Aussehen.
Das Ortsbild ist noch deutlich von der Zeit der Türkenherrschaft geprägt. Zahlreiche in traditionell türkischer Bauweise errichtete Häuser aus dem 18. Jahrhundert sind erhalten. Das untere Stockwerk ist aus unverputzten Steinen gebaut, das obere Geschoss besteht aus verfugten Holzplanken, ragt – teilweise durch geschnitzte Balken gestützt – über die Front des Erdgeschosses hinaus und bildet dadurch einen mit Fenstern ausgestatteten Erker.
Westlich unterhalb der Stadt liegt ein kleiner natürlicher Hafen, der mit einer Mole versehen wurde und als Fischerhafen genutzt wird.

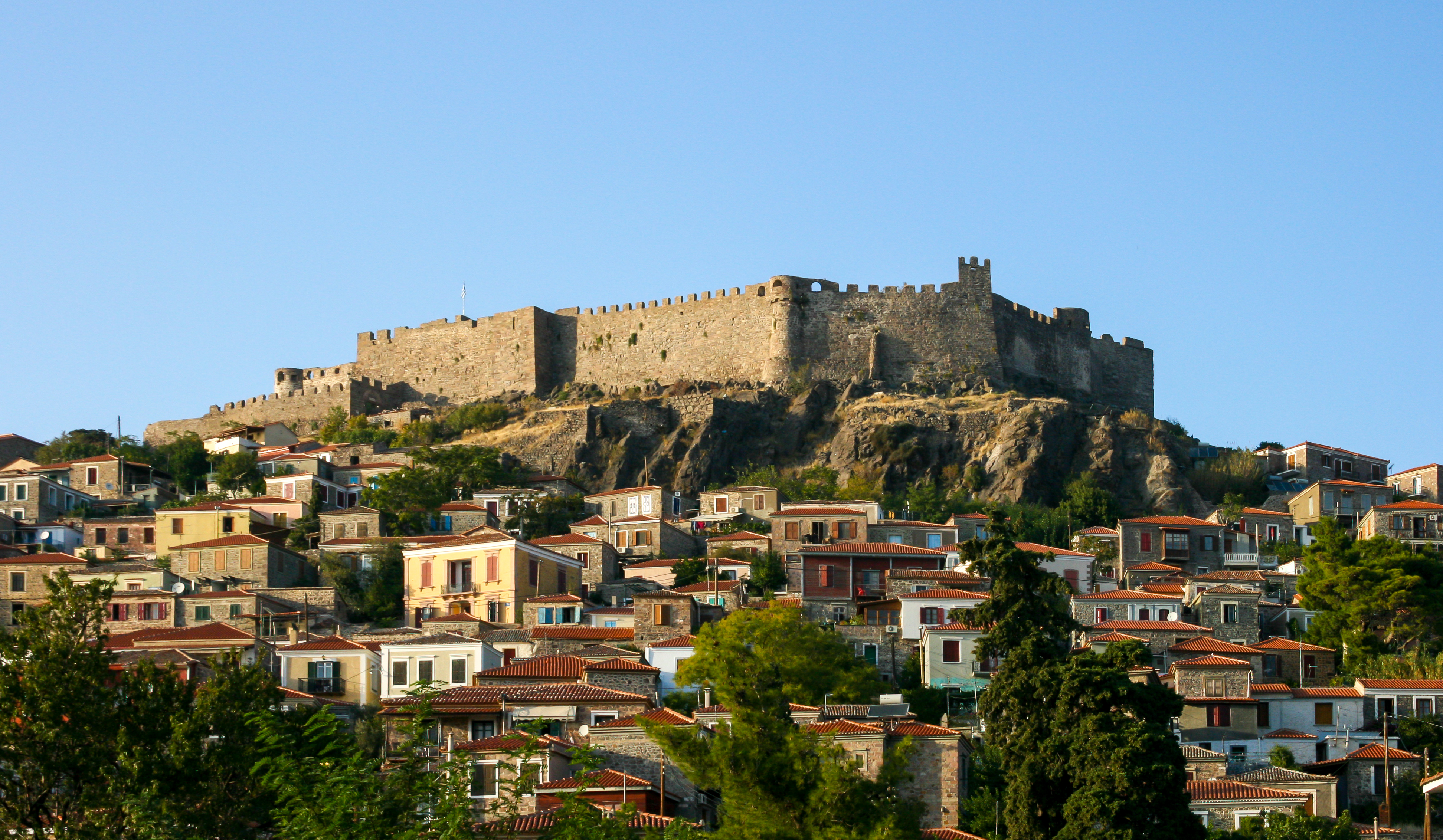
Burg und Stadt Mithymna
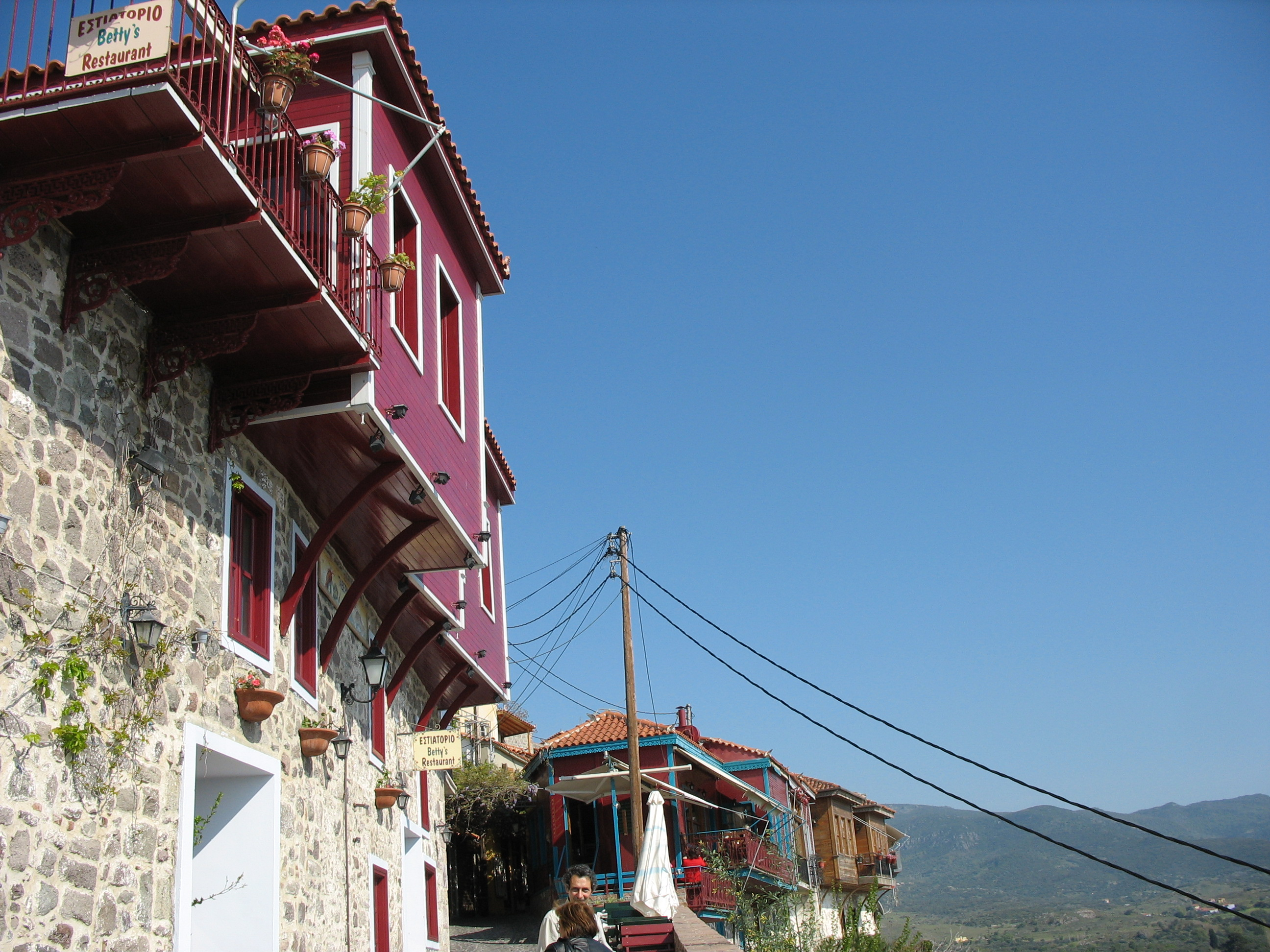
Traditionelle Wohnhäuser in Mithymna
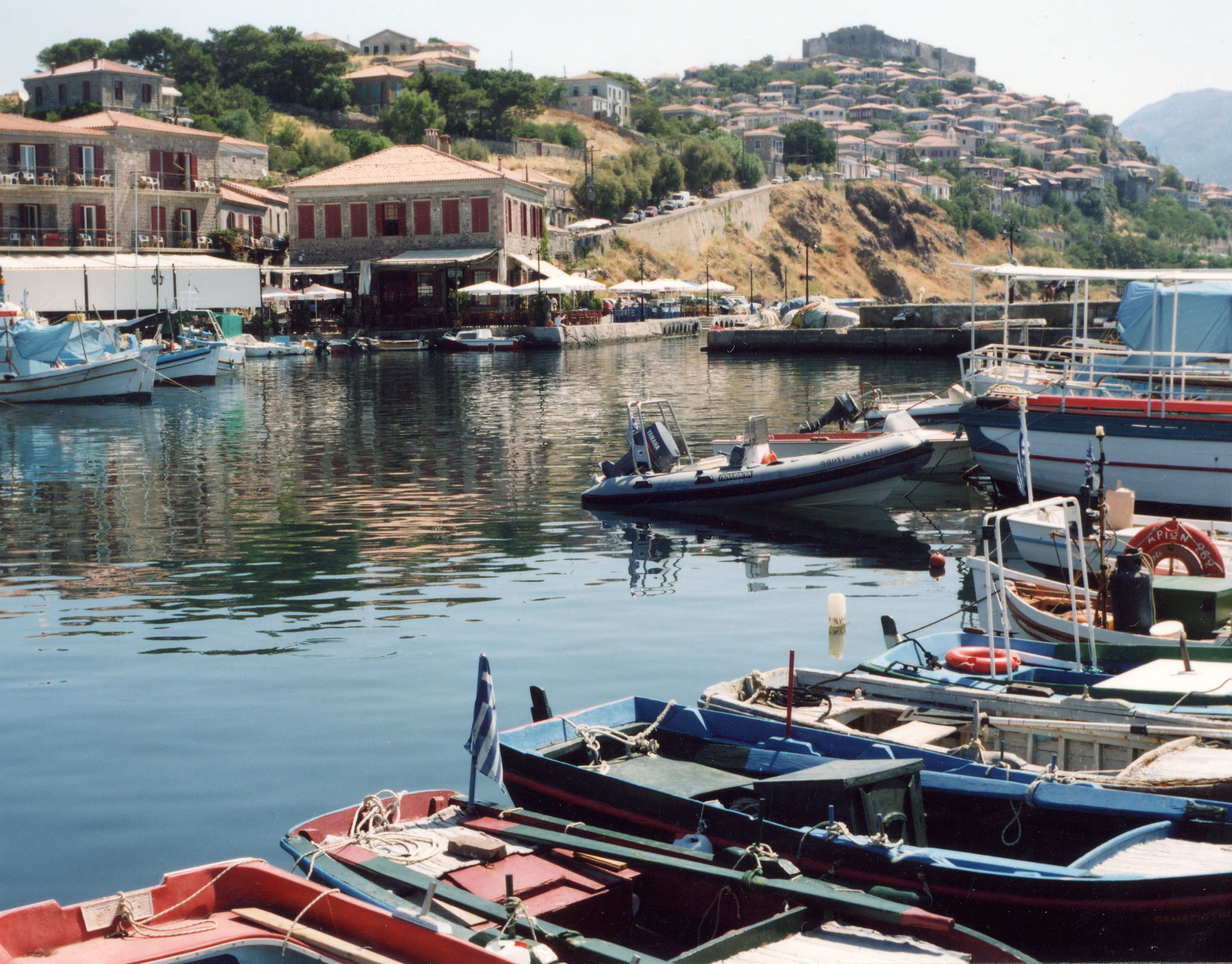
Blick vom Hafen auf Burg und Stadt Mithymna
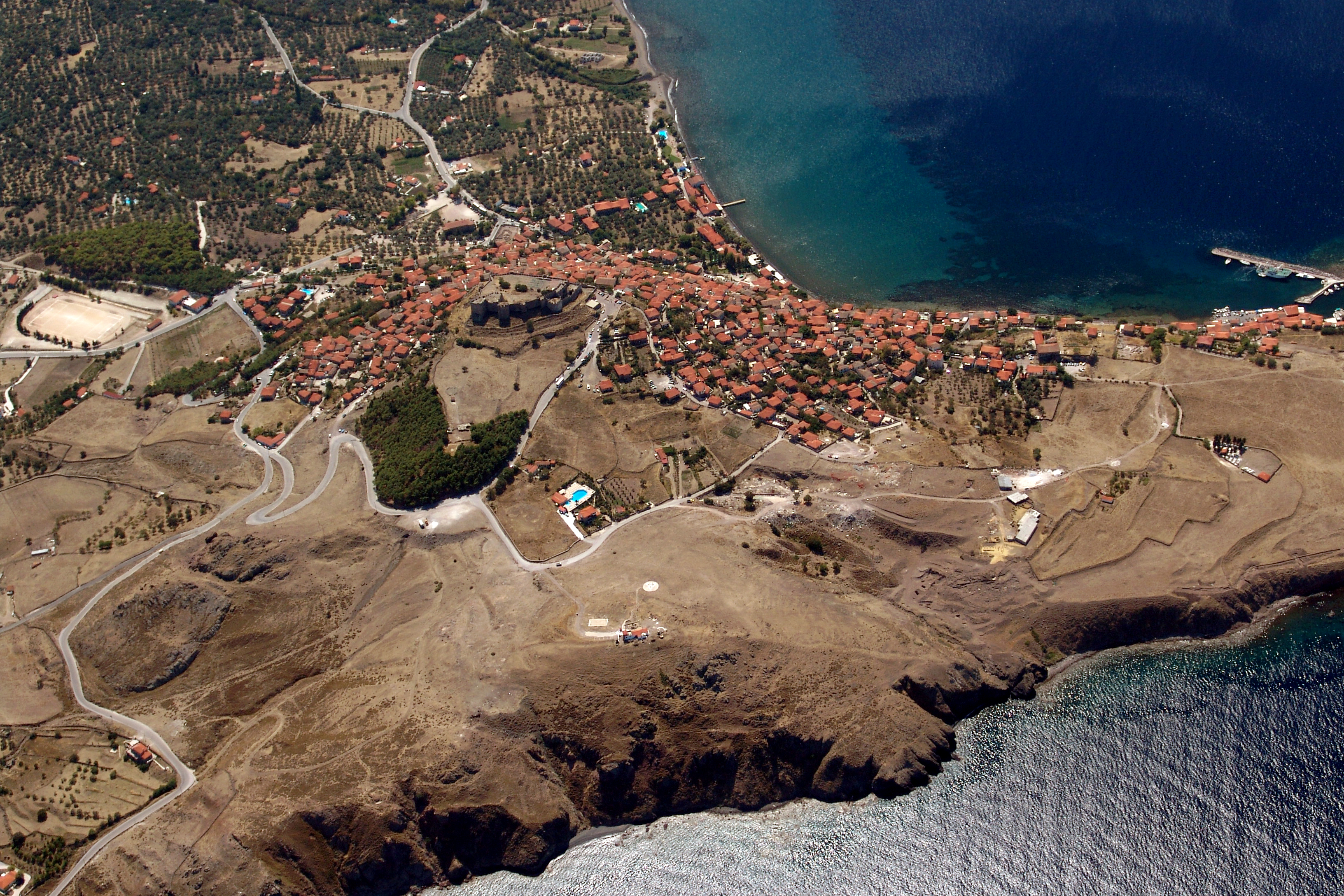
Luftansicht von Mithymna
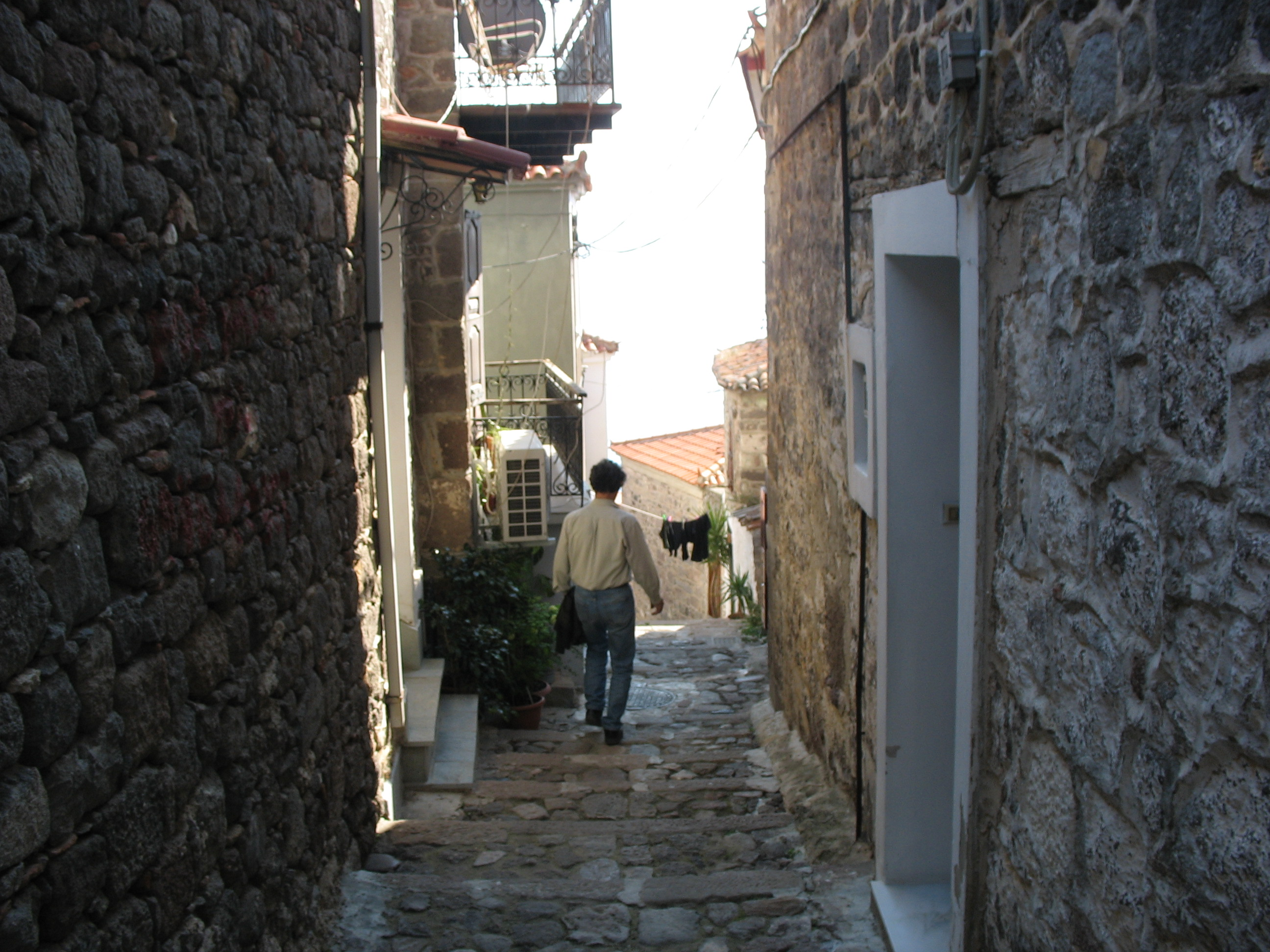
Gässchen in Mythimna

## Geschichte
Die schon seit prähistorischer Zeit bestehende Siedlung erlebte in archaischer Zeit einen raschen Aufschwung. Im 8. Jahrhundert v. Chr. beteiligte sich die Polis mit der Gründung von Assos an der Kolonisation der gegenüberliegenden kleinasiatischen Küste und erweiterte um 600 v. Chr. mit der Eroberung von Arisbe seinen Besitz um eines der fruchtbarsten Gebiete der Insel.
Der aus Mithymna stammende Arion von Lesbos galt als bedeutendster Kitharöde seiner Zeit.
Im 5. Jahrhundert v. Chr. war die Stadt Mitglied des Attischen Seebundes und stellte ein eigenes Schiffskontingent. Im Peloponnesischen Krieg widersetzte sich Mithymna 428 v. Chr. dem Zusammenschluss der Inselstädte und beteiligte sich – als einzige Stadt auf Lesbos – nicht an der Erhebung gegen Athen. Die Rivalität mit dem größeren Mytilene, das im Gegensatz zum demokratisch verfassten Mithymna oligarchisch regiert wurde, dürfte hierbei ein Grund gewesen sein. Erst 412 v. Chr. fiel Mithymna von Athen ab, wurde jedoch zum Wiedereintritt in den Seebund gezwungen. 406 v. Chr. wurde die Stadt von Sparta erobert, in dessen Einflussbereich sie bis 386 v. Chr. blieb. Wenige Jahre später verbündete sie sich wieder mit Athen und gehörte 377 v. Chr. zu den Gründungsmitgliedern des Zweiten Attischen Seebundes. Unter dem Tyrannen Kleomis wandte sich Mithymna um 340 v. Chr. wieder von Athen ab und verweigerte aktive Unterstützung im Krieg gegen Philipp II. von Makedonien, was zu einer erfolglosen militärischen Intervention Athens führte. Im 3. Jahrhundert v. Chr. in ptolemäischem Besitz, lehnte sich Mythymna im 2. Jahrhundert v. Chr. eng an Rom an, dessen wohlwollende Unterstützung es lange genoss, bis sich das römische Interesse mehr auf Mytilene konzentrierte. Im Mittelalter wurde die Stadt in Molybos umbenannt. Im Jahr 1373 wurde die Akropolis von der genuesischen Familie Gattilusio ausgebaut. 1450 wurde ihr Gebiet bei der Landung türkischer Truppen schwer verwüstet, 1457 leistete sie der Belagerung durch Admiral Ismael erfolgreich Widerstand, musste jedoch nach der Kapitulation Mytilenes 1462 kampflos an die Türken übergeben werden.
Von der antiken Stadt sind Teile der archaischen polygonalen Stadtmauer aus dem 6. Jahrhundert v. Chr. erhalten, vom antiken Hafen noch Reste der Mole.

## Verwaltungsgliederung
Die 1918 gegründete selbständige Landgemeinde Molyvos (Κοινότητα Μολύβου) wurde bereits im folgenden Jahr in Mithymna (Κοινότητα Μήθυμνης) umbenannt. Den Status einer Stadtgemeinde (Δήμος Μήθυμνης) erhielt Mithymna 1947. Die Eingemeindung von Efthalou erfolgte 1971 sowie von Argennos, Lepetymnos und Sykaminea 1997. Seit der Verwaltungsreform 2010 bildet Mithymna mit Argennos, Lepetymnos und Sykaminea den Gemeindebezirk Mythimna (Δημοτική Ενότητα Μήθυμνας Dimotiki Enotita Mithymnas) zunächst in der Gemeinde Lesvos (Δήμος Λέσβου), seit der Korrektur der Verwaltungsreform 2019 in der Gemeinde Dytiki Lesvos. Er ist nach Fläche und Einwohnern der kleinste Gemeindebezirk der Gemeinde.
| Stadtbezirk Ortsgemeinschaft | griechischer Name           | Code     | Fläche (km²) | Einwohner 2001 | Einwohner 2011 | Dörfer und Siedlungen       |
| ---------------------------- | --------------------------- | -------- | ------------ | -------------- | -------------- | --------------------------- |
| Mithymna                     | Δημοτική Κοινότητα Μηθύμνης | 53020501 | 28,019       | 1667           | 1570           | Mithymna, Vafios, Efthalou  |
| Argennos                     | Τοπική Κοινότητα Αργέννου   | 53020502 | 09,928       | 0240           | 0209           | Argennos                    |
| Lepetymnos                   | Τοπική Κοινότητα Λεπετύμνου | 53020503 | 04,344       | 0155           | 0167           | Lepetymnos                  |
| Sykaminea                    | Τοπική Κοινότητα Συκαμινέας | 53020504 | 08,060       | 0371           | 0309           | Sykaminea, Skala Sykamineas |
| Gesamt                       | Gesamt                      | 530205   | 50,351       | 2433           | 2255           |                             |

## Tourismus
Die Gemeinde hat einen langen Strand, an dem es verschiedene Freizeit-Aktivitäten wie z. B. Kite-Surfen gibt, und einen Hafen, von dem aus auch kleine Schiffe nach Skala Sykamias (dial. Skamjá) fahren. Des Weiteren befindet sich in der Nähe (in Eftalóu) eine heiße Quelle. In den Sommermonaten fährt ein Bäderbus mehrmals täglich zwischen Anaxos-Petra-Molivos-Eftalou und zurück. Obwohl Mithymna mit Petra das Haupt-Touristenzentrum der Insel darstellt – dies wird deutlich an zahlreichen in der Umgebung zerstreuten Hotelkomplexen – ist der Ort sehr ursprünglich geblieben. Mytilini ist in etwa 1,5 Stunden mit dem Bus erreichbar.
Eine besondere Attraktion für Musikliebhaber und Touristen ist das seit 2015 jährlich im August stattfindende "Molyvos Festival", das an vier Tagen hintereinander klassische Konzerte mit jungen Musikern veranstaltet. Die Konzerte finden abends in der Burg von Molyvos statt. 2020 hatte das Festival wegen der Corona-Pandemie die Form einer Livestream-Veranstaltung im Internet.

## Einzelbelege
1. ↑  Ergebnisse der Volkszählung 2011 beim Griechischen Statistischen Amt (ΕΛ.ΣΤΑΤ) (Excel-Dokument, 3,2 MB)
2. ↑  Thukydides, Peloponnesischer Krieg 3,2,1.
3. ↑  Wolfgang Günther: Methymna. In: Siegfried Lauffer (Hrsg.): Griechenland. Lexikon der historischen Stätten. C. H. Beck, München 1989, S. 430–432.
4. ↑  Μόλυβος - Μήθυμνα, Μετονομασίες των οικισμών της Ελλάδας (griechisch).
5. ↑  Molyvos International Music Festival: Official Website. Abgerufen am 8. März 2021 (britisches Englisch).